# Рашад Вон
Рашад Деандре Вон (нар. 16 серпня 1996) — американський професійний баскетболіст команди «Клівленд Чардж» Джі-Ліги НБА. У студентські роки виступав за «Раннін Ребелс» Невадського університету у Лас-Вегасі.

## Шкільні роки
Перші три роки Вон навчався у Нью-Гоупі, Міннесота. Як юніор у 2012—2013 роках він набирав у середньому 28 очок і дев'ять підбирань за гру. Останній клас він провів у «Фіндлі Преп» у Гендерсоні, штат Невада, де у середньому набирав 19,9 очка та 4,9 передачі за гру у сезоні 2013—2014. Згодом він отримав відзнаку McDonald's All-American та відбір Jordan Brand Classic.

## Студентська кар'єра
Розглянувши пропозиції від команд Айови, Канзасу, Кентуккі та Північної Кароліни, Вон обрав «Раннін Ребелс» Невадського університету в Лас-Вегасі. Він зіграв один сезон, його назвали найкращим першокурсником конференції Mountain West за його середній результат: 17,8 очка та 4,8 підбирання у 23 іграх.

## Професійна кар'єра

### «Мілвокі Бакс» (2015—2018)
25 червня 2015 року Вон був обраний «Мілвокі Бакс» під 17-м номером на драфті НБА 2015. Пізніше він приєднався до «Бакс» для участі у Літній лізі НБА 2015 року і 17 липня підписав з командою контракт новачка. Він дебютував за «Бакс» у першому матчі сезону проти «Нью-Йорк Нікс» 28 жовтня, набравши 10 очок із лави запасних у поразці зі рахунком 122:97. 18 березня 2016 року його відправили у «Кантон Чардж», команди Ді-Ліги «Клівленд Кавальєрс». 26 березня «Бакс» його відкликали.
29 жовтня 2016 року Вон набрав рекордні за кар'єру 22 очки та забив шість триочкових у перемозі над «Бруклін Нетс» (110:108). 19 листопада його відправили на чотири дні до «Вестчестер Нікс». З 26 листопада до 1 грудня він перебував у «Вестчестері».

### «Бруклін Нетс» (2018)
5 лютого 2018 року Вон був обміняний разом із піком другого раунду у «Бруклін Нетс» в обмін на Тайлера Зеллера. Наступного дня він дебютував за «Нетс», зробивши одну результативну передачу за чотири хвилини проти «Х'юстон Рокетс». 8 лютого 2018 року Вона обміняли у «Нью-Орлін Пеліканс» на Данте Каннінгема. Через два дні «Пеліканс» відмовилися від нього.

### «Орландо Меджик» (2018)
20 лютого 2018 року Вон підписав 10-денний контракт з «Орландо Меджик». Він підписав другий 10-денний контракт з «Меджик» 2 березня, але через п'ять днів команда відмовилася від нього через травму.

### «Техас Легендс» (2018)
8 жовтня 2018 року «Маверікс» оголосили про підписання контракту з Воном на участь у тренувальному таборі. Його звільнили через три дні. Він потрапив до складу команди «Техас Легендс», команди Джі-Ліги «Маверікс».

### «Делавер Блю Коутс» (2018—2019)
31 грудня 2018 року Вон, разом із вибором третього раунду драфту 2019 року, був обміняний до «Делавер Блю Коутс» на повернення прав на Аскію Букера та вибір другого раунду драфту 2019.

### «Ігокеа» (2019—2020)
30 липня 2019 року Вон підписав однорічний контракт з «Ігокеа» Адріатичної ліги. У середньому за гру він набирав 16,5 очка.

### «Будучност» (2020)
7 червня 2020 року підписав контракт з чорногорським баскетбольним клубом «Будучност». 23 жовтня Вон залишив команду, з'явившись лише у шести матчах.

### «Прометей» (2020—2021)
22 грудня 2020 року підписав контракт з «Прометеєм» Української баскетбольної суперліги.

### «Дніпро» (2021)
12 серпня 2021 року підписав контракт з «Дніпром» Української баскетбольної суперліги. Вон набирав у середньому 12,2 очка, 4 підбирання та 1,6 передачі за гру. 28 листопада він залишив команду.

### «Лавріо» (2022)
28 січня 2022 року Вон підписав контракт з клубом «Лавріо» з Грецької баскетбольної ліги та Ліги чемпіонів ФІБА. У 12 матчах чемпіонату він набирав у середньому 14,4 очка, робив 4,6 підбирання, 1 передачу та 0,7 перехоплення, з'являючись на паркеті приблизно на 25 хвилин за гру.

### «Клівленд Чардж» (2022–)
24 жовтня 2022 року Вон приєднався до складу тренувального табору «Клівленд Чардж».

## Статистика кар'єри в НБА

### Студентські роки
| Сезон     | Команда       | GP | GS | MPG  | FG%  | 3P%  | FT%  | RPG | APG | SPG | BPG | PPG  |
| --------- | ------------- | -- | -- | ---- | ---- | ---- | ---- | --- | --- | --- | --- | ---- |
| 2014–2015 | Раннін Ребелс | 23 | 23 | 32.3 | .439 | .383 | .694 | 4.8 | 1.6 | .8  | .3  | 17.8 |

### Регулярний сезон
| Сезон     | Команда | GP  | GS | MPG  | FG%  | 3P%  | FT%  | RPG | APG | SPG | BPG | PPG |
| --------- | ------- | --- | -- | ---- | ---- | ---- | ---- | --- | --- | --- | --- | --- |
| 2015–2016 | Мілвокі | 70  | 6  | 14.3 | .305 | .293 | .800 | 1.3 | .6  | .4  | .2  | 3.1 |
| 2016–2017 | Мілвокі | 41  | 2  | 11.2 | .365 | .321 | .400 | 1.2 | .6  | .5  | .2  | 3.5 |
| 2017–2018 | Мілвокі | 22  | 0  | 7.9  | .402 | .371 | .667 | .8  | .5  | .2  | .1  | 2.7 |
| 2017–2018 | Бруклін | 1   | 0  | 4.0  | –    | –    | –    | .0  | 1.0 | .0  | .0  | .0  |
| 2017–2018 | Орландо | 5   | 0  | 7.0  | .333 | .500 | –    | .8  | .0  | .2  | .0  | 1.0 |
| Кар'єра   | Кар'єра | 139 | 8  | 12.0 | .337 | .313 | .692 | 1.1 | .5  | .4  | .2  | 3.0 |

### Плей-офф
| Сезон   | Команда | GP | GS | MPG | FG%  | 3P%   | FT% | RPG | APG | SPG | BPG | PPG |
| ------- | ------- | -- | -- | --- | ---- | ----- | --- | --- | --- | --- | --- | --- |
| 2017    | Мілвокі | 3  | 0  | 3.3 | .500 | 1.000 | –   | .0  | .0  | .0  | .0  | 2.0 |
| Кар'єра | Кар'єра | 3  | 0  | 3.3 | .500 | 1.000 | –   | .0  | .0  | .0  | .0  | 2.0 |